# Prsnoključnosisasti mišić
Prsnoključnosisasti mišić (lat. musculus sternocleidomastoideus) je snažan, paran mišić vrata. Mišić inerviraju ogranci pridodanog živca i grane vratnog spleta. Prsnoključnosisasti mišić pomaže u disanju. 

## Polaziše i hvatište
Mišić polazi s prednje strane drška (lat. manubrium) prsne kosti, jednom tetivom, a drugom s medijalnog dijela ključne kosti. Mišić se hvata na sljepoočnu kost (na mastoidni nastavak).